# تاريخ تركيا
تاريخ الأناضول، الذي هو الآن تركيا اليوم الحديثة، يعود إلى سنة 7.500 حتى 5.000 قبل الميلاد، وتقع على مقربة من مدينة قونية في وسط تركيا. في 550 قبل الميلاد غزا إمبراطور فارس المنطقة، لكن خلفائه هزموا في 334 قبل الميلاد عندما اقتحم الإسكندر الأكبر مقدونيا وغزا تقريبا كل الشرق الأوسط. ومع وفاة الإسكندر قسمت امبراطوريته بين جنرالاته مع وقوع العديد من الحروب الأهلية.
كان السلتيون هم الغزاة التاليين وقاموا بتأسيس أنيسرا (أنقرة) عاصمة لهم، ومن هناك حكموا مدن بحر إيجة. ثم جاء الرومان بعد ذلك واستولوا على الأناضول. وأسسوا أفسس كعاصمة للمنطقة في 129 قبل الميلاد. بنى الإمبراطور الروماني ديسيوس مدينة عظيمة على موقع بيزنطة اليونانية وأعلن أنها روما الجديدة سنة 330 م، والتي أصبحت معروفة باسم القسطنطينية.
جلب الإمبراطور جستنيان لهذه الإمبراطورية الرومانية الشرقية أو البيزنطية، قوتها العظمى بغزو إيطاليا ومصر والأناضول وشمال أفريقيا. وقام بتجميل القسطنطينية بالعديد من المباني، وكان الانتصار بكنيسة آيا صوفيا، والتي بعد 1000 سنة تحولت إلى مسجد حيث هددت جيوش المسلمين جدران القسطنطينية. أستولت مجموعات من المحاربين الأتراك على بحر إيجة وسواحل مرمرة في القرن الثالث عشر. وتم تسمية أحد قادتها الأولين باسم عثمان والذي أسس إمارة بالقرب من بورصة القريبة، والتي كبرت لتصبح الدولة العثمانية. في عام 1453، تحت حكم محمد الفاتح تم فتح القسطنطينية وهكذا بدأت الفترة العظيمة للقوة العثمانية، وكان أقصاها تحت حكم السلطان سليمان القانوني (1520-1566). وبعدها سقطت الدولة العثمانية وبدأ تاريخ تركيا الحديث.

## القرون القديمة والوسطى

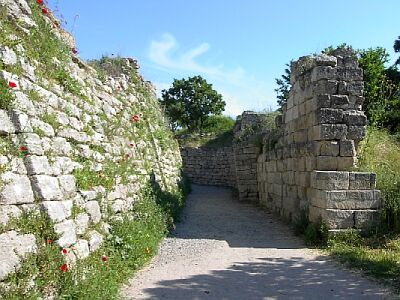
جزء من أسوار طروادة (السور السابع)، كما حدد في موقع حرب طروادة (حوالي العام 1200 قبل الميلاد).

جزيرة الأناضول، والتي تضم معظم تركيا الحديثة، وتعتبر واحدة من أقدم المناطق السكنية في العالم. وأقدم مستوطنات سكنية تعود إلى العصر الحجري الحديث. ظهرت مستوطنة طروادة في العصر الحجري الحديث واستمرت حتى العصر الحديدي، ووصلنا من خلال التاريخ المسجل أن الاناضول قد تحدثت بلغات هندو أوروبية، والكارتفيلية، والسامية، فضلاً عن غيرها من اللغات. جاء الحيثيون من الهند الأوروبية إلى الأناضول تدريجيًا من الفترة 2000-1700 ق.م. حين تم تأسيس أول إمبراطورية كبرى في المنطقة من قبلهم في القرن الثامن عشر قبل الميلاد وحتى القرن الثالث عشر. استعمر الآشوريين أجزاء من جنوب شرق تركيا في وقت يرجع إلى عام 1950 قبل الميلاد حتى عام 612 قبل الميلاد، عندما تم غزو الامبراطورية الآشورية من قبل الأسرة الكلدانية في بابل.

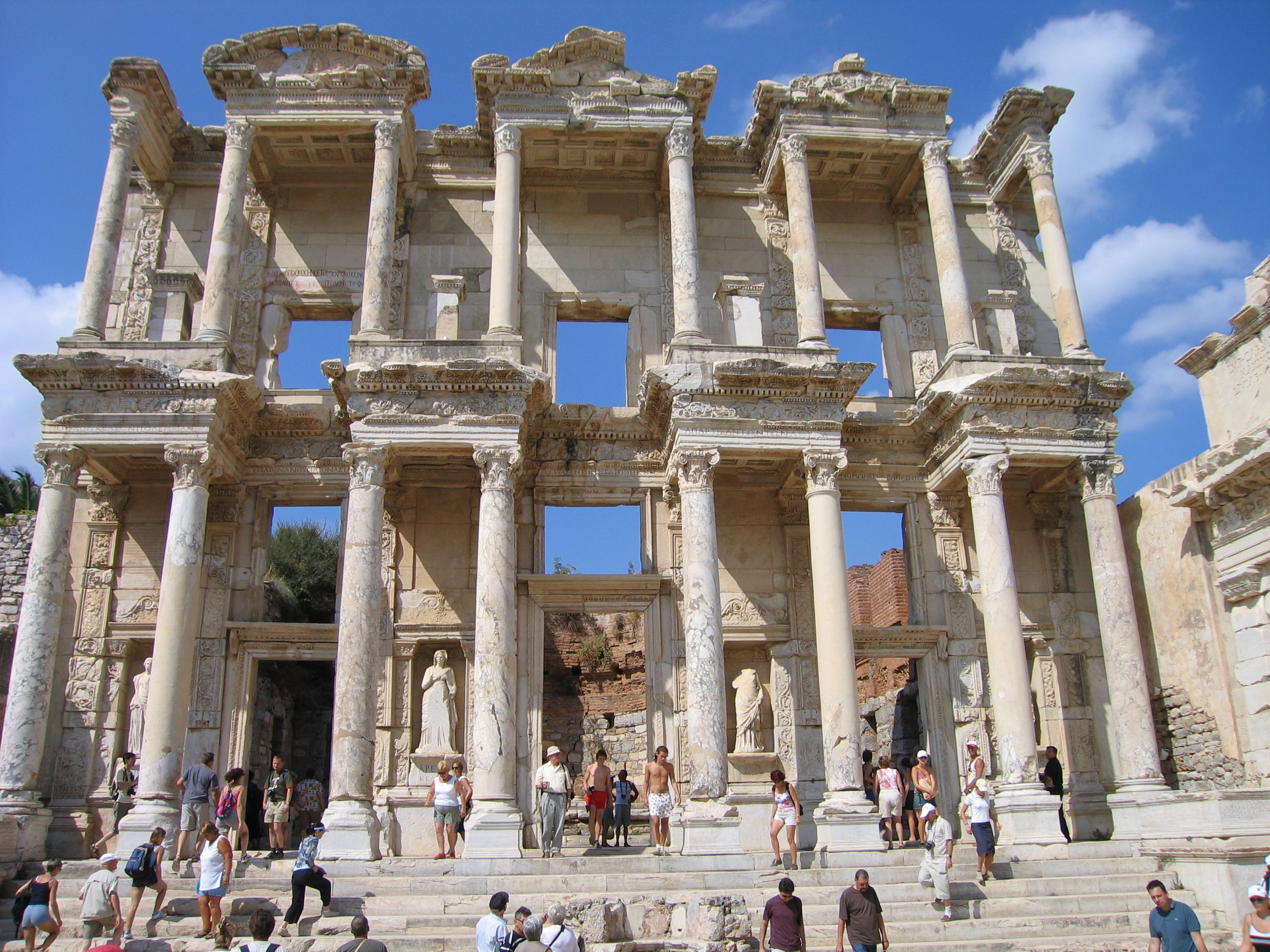
مكتبة سيلسوس في أفسس عام 135 م.

حكم الفيرجيون آسيا الصغرى بعد انهيار الإمبراطورية الحيثية في القرن الثالث عشر قبل الميلاد وحتى انهيارهم وصعود ليديا في القرن السابع قبل الميلاد. أسست العديد من المدن الهامة من هذه المستعمرات، مثل ميلتوس، أفسس، سميرنا (ازمير حاليا)، وبيزنطة (القسطنطينية التي أصبحت في وقت لاحق إسطنبول). سميت أول دولة أنشئت في الأناضول من قبل شعوب المجاورة باسم أرمينيا. غزي الأناضول من قبل الامبراطورية الفارسية الأخمينية خلال القرن الخامس والسادس وسقطت لاحقا بيد الإسكندر الأكبر في عام 334 قبل الميلاد. بعد ذلك تم تقسيم الأناضول إلى عدد من الممالك الصغيرة الهلنستية (هي بيثينيا، كابادوكيا، برغامس، والبنطس)، والتي استسلمت للجمهورية الرومانية في منتصف القرن الأول قبل الميلاد. في عام 324 اختار الإمبراطور الروماني قسطنطين بيزنطة لتكون العاصمة الجديدة للإمبراطورية الرومانية واطلق عليها اسم روما الجديدة (التي أصبح اسمها القسطنطينية لاحقًا وبعد لك إسطنبول). وأصبحت القسطنطينية مركز المسيحية الشرقية ومركز حضاري عالمي.
بعد سقوط الامبراطورية الرومانية الغربية، وأصبحت عاصمة الإمبراطورية البيزنطية (الامبراطورية الرومانية الشرقية). عقدت في تركيا أغلب المجامع المسكونية بحكم كونها عاصمة الإمبراطورية لعلّ أهمها مجمع نيقية ومجمع أفسس ومجمع خلقيدونية؛ تاخمت الدولة البيزنطيّة حدود الدولة الأموية عند جبال طوروس والتي عُرفت باسم «دول الثغور» التي تناوب على حكمها الطرفين، حتى تمكن السلاجقة من احتلال أواسط الأناضول وتأسيس مملكة مُسلمة فيها، كذلك فقد تمكن خلال القرن العاشر البيزنطيون استعادة طوروس واحتلّوا أنطاكية وحلب قرابة القرن. خلال العصر الذهبي للإمبراطورية البيزنطية خاصًة تحت حكم الأسرة المقدونية والكومنينيون ففي عهدهم مرت الامبراطورية البيزنطية نهضة ثقافية وعلمية وكانت القسطنطينية في عهدهم المدينة الرائدة في العالم المسيحي من حيث الحجم والثراء والثقافة. خلال الحروب الصليبية، تأسست مملكة قونية في جنوب تركيا الحاليّة إلى جانب إمارة أنطاكية، وتحالفت الإمبراطورية البيزنطيّة مع الوافدين غير مرّة لعل أشهرها مع مملكة بيت المقدس بهدف احتلال مصر، غير أن الحملة فشلت. يذكر أن الحملة الصليبية الرابعة قد اتجهت صوب القسطنطينية نفسها واحتلتها عام 1261 غير أن الدولة لم تعمّر طويلاً، ورغم إعادة تكوّن الإمبراطوريّة البيزنطيّة في القرن الرابع عشر لم تكن دولة قويّة ولم تكتسب مجددًا مجدها السابق، أما داخل تركيا الحالي أيْ الأناضول، كان مقسمًا إلى دويلات ومقاطعات إسلاميّة صغيرة متناحرة طوال القرنين الرابع عشر والخامس عشر، إلى أن سطع نجم عثمان الأول محاربًا البيزنطيين ومحتلاً مدنًا وحصونًا تحت سيطرتهم، ثم قام وخلفاؤه بالاستدارة صوب الممالك الصغيرة المجاورة قاضمًا إياها الواحدة تلو الأخرى مؤسسًا بذلك الدولة العثمانية.

## الدولة العثمانية

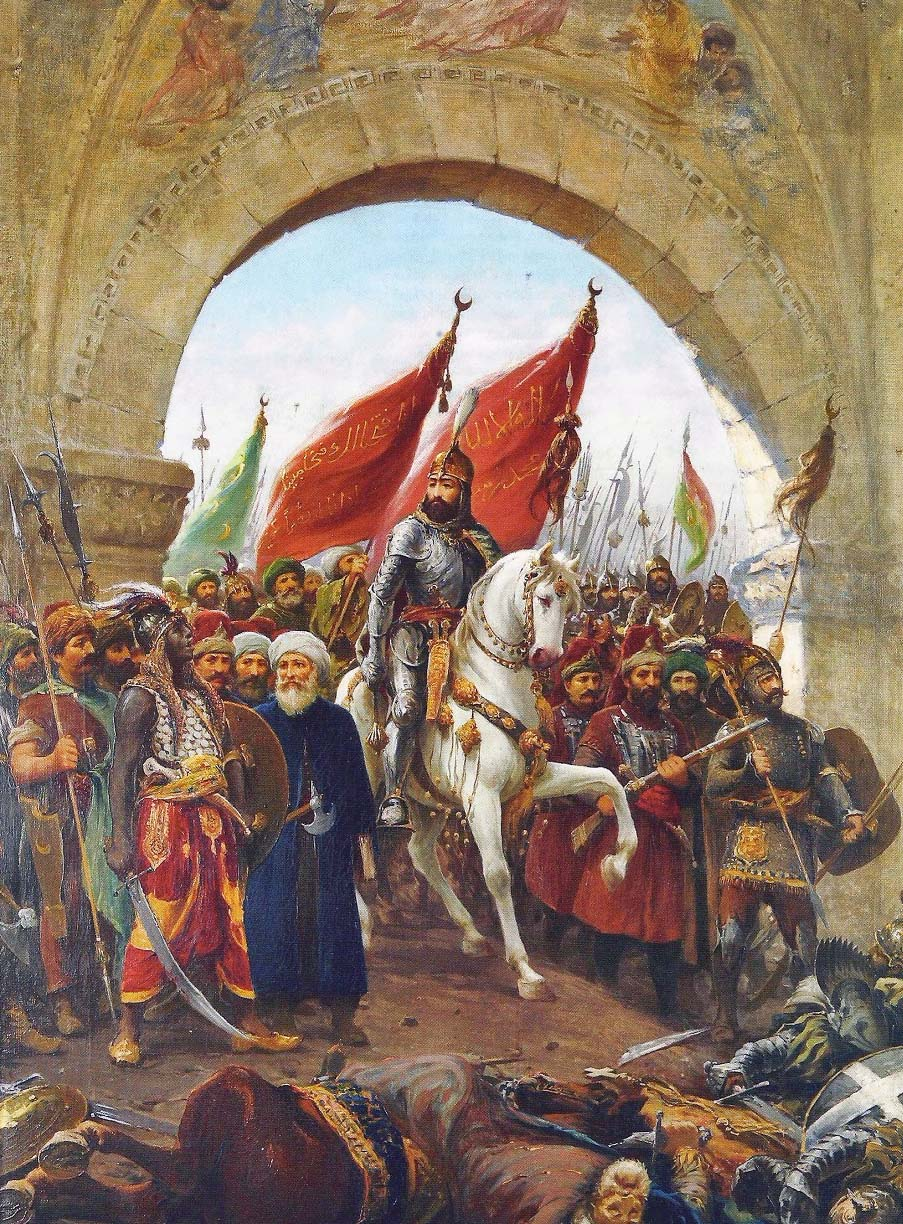
محمد الثاني يدخل القسطنطينية فاوستو زونارو.

حكم عثمان الأول مملكته حتى 1326، وبعد وفاته أصبح أورخان ابنه سلطانًا استطاع احتلال بورصة وعمل على توسيع حدود الدولة وتنمية اقتصادها، عمل أورخان على توسيع الدولة، فنشأ بينه وبين البيزنطيين صراعٌ عنيف كان من نتيجته استيلاؤه على مدينتيّ إزميد ونيقية. وفي عام 1337 شنّ هجومًا على القسطنطينية عاصمة البيزنطيين نفسها، ولكنه أخفق في احتلالها. شهدت الدولة في عهد أورخان أوّل استقرار للعثمانيين في أوروبا، وأصبحت الدولة العثمانية تمتد من أسوار أنقرة في آسيا الصغرى إلى تراقيا في البلقان، وعمل على نشر الإسلام.

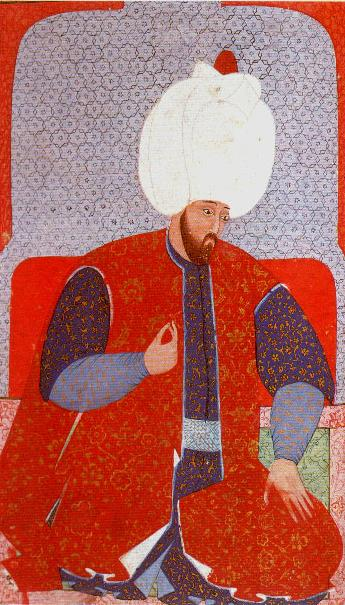
سلطان العصر الذهبي، سليمان القانوني.

من المحطات البارزة في عهد تكوّن الدولة العثمانية، سيطرة بايزيد الأول على مدينة آلاشهر آخر ممتلكات الروم في آسيا الصغرى، وأخضع بلغاريا عام 1393. وعند احتلال بلغاريا أصيبت أوروبا بالذعر وحشدت بطلب البابا بونيفاس التاسع حملة صليبية شاركت فيها المجر وفرنسا وبافاريا ورودس والبندقية وإنكلترا والنمسا وفرسان القديس يوحنا غير أنها وبنتيجة معركة نيقوبولس فشلت. في عام 1402 سقطت تركيا والدولة العثمانية بيد تيمورلنك بعد هزيمة العثمانيين في معركة أنقرة، وكان من نتيجة المعركة أسر السلطان ونقله إلى سمرقند، عاصمة الدولة المغولية حيث مكث فيها إلى أن توفي عام 1403.
شهد العرش العثماني شغورًا بعد وفاة بايزيد الأول، ونشبت حروب أهليّة ضاريّة إلى أن تمكن محمد الأول من الاستفراد بالحكم، ومن بعده جاء محمد الثاني وفي عهده تمكن العثمانيون من فتح القسطنطينية ناقلين إليها عاصمة الدولة، وغدا اسمها «إسلامبول» أي «تخت الإسلام» أو «مدينة الإسلام». تابع محمد الفاتح حروبه التوسعيّة واحتلّ أجزاءً من اليونان والبوسنة والهرسك وألبانيا. بعد وفاته، وقعت حرب أهلية جديدة بين ولديه جمّ وبايزيد الثاني، ولما كانت الغلبة من نصيب الثاني تمكنّ من توحيد عرش الإمبراطورية تحت رايته مجددًا.
توفي بايزيد الثاني عام 1512 وعاد سليم الأول سلطانًا، وفي عهده توّسع العثمانيون جنوبًا وشرقًا، فهزم الصفويين والمماليك وفتح العثمانيون أغلب الشرق الأوسط بعد معركة مرج دابق عام 1516، بما فيها المدن الإسلامية المقدسة أي مكة والمدينة المنورة والقدس، وقد عاد
```
سليم الأول بعد هذا «الفتح» سلطانًا 
وخليفة
. بعد وفاته عام 
1520
، ارتقى العرش ابنه 
سليمان القانوني
 الذي وصلت الدولة في عهده إلى أوج قوتها عسكريًا واقتصاديًا وعلى صعيد السياسة الخارجيّة إذ شهد عهد القانوني أول تحالف بين العثمانين وأوروبا ممثلة 
بفرنسا
 ضد أوروبا نفسها،
[
23
]
 أما أبرز الفتوح كانت في جنوب 
المجر
 
وترانسلفانيا
 
ورودوس
 في الغرب،
[
24
]
 
وبغداد
 
وتبريز
 في الشرق.
[
25
]
 توفي القانوني عام 
1566
، وأخذ نجم الدولة بالأفول من بعده وبشكل تدريجي، تابعت الدولة توسعها بضمّ 
قبرص
 
وتونس
 في عهد 
سليم الثاني
، وهزموا في 
بوخارست
 في عهد 
سليم الثالث
، وأخذت الفرق العسكرية العثمانية المعروفة باسم 
الإنكشارية
 تتحول من أداة قوّة الدولة إلى أداة ضعفها فخلعت عددًا من السلاطين 
والصدور العظام
 وقتلت البعض الآخر أمثال 
إبراهيم الأول
، كما أن الثورة الصناعيّة في أوروبا والاكتشافات الحديثة التي مكنت الغرب من تطوير نظام جديد للحياة بقي بعيدًا عن الدولة العثمانيّة، التي مكثت نظامًا زراعيًا وإقطاعيًا على هامش التطور الحاصل في الغرب. حتى المناطق التي دانت بيُسر للدولة أمثال 
سوريا العثمانية
 أخذت تنتفض وتحاول الاستقلال؛ تُعرف هذه المرحلة في التاريخ العثماني باسم «مرحلة الجمود» وتستمر إلى 
القرن التاسع عشر
 حين أخذ السلاطين يسعون لنقل التحديث الأوروبي بحذافيره إلى البلاد، فأدخل الزيّ الغربي والمدارس الأوروبية وألغيت 
الإنكشارية
 واستبدلت بفرق نظاميّة في عهد 
محمود الثاني
، وتابع خليفته 
عبد المجيد الأول
 الإصلاح الذي عُرف باسم «فترة التنظيمات» وفيها أخذت المحاكم التجارية والمدونات القانونيّة بالظهور فضلاً عن المساواة بين المواطنين، وهو ما استمرّ في عهد خليفته 
عبد العزيز الأول
؛ مكث تحقيق الإصلاحات بشكل جديّ صعبًا، وتوالت هزائم الدولة وانسلاخ الأقاليم عنها على سبيل المثال انسلخت 
الجزائر
 عام 
1830
 بعد احتلالها من قبل فرنسا؛ وربما فإن تدهور وضع الدولة المالي هو العامل الأساس في ذلك، مع الامتيازات التجاريّة الأوروبية وانخفاض قيمة النقد العثماني حتى اضطرت إلى إعلان إفلاسها مرّتين. حاول 
عبد الحميد الثاني
 الذي وصل إلى العرش عام 
1878
، إيقاف العمل بالإصلاحات التي توّجت بإعلان الدستور العثماني وافتتاح البرلمان، ما عرّضه لنقمة المُصحلين.
```

فشل عبد الحميد الثاني في السيطرة على الدولة، وأصبح الاتحاديون حكام البلاد الفعليين، فعمدوا على تكريس القومية التركيّة في البلاد وعمدوا إلى تعميم الهويّة التركيّة في البلاد المجاورة. خلال الحرب العالمية الأولى، كانت الدولة جزءًا من دول المحور التي أصيبت بالهزيمة واضطرت إلى إخلاء جميع أراضيها الغير تركيّة مع هدنة مودروس عام 1918. تتهم الدولة العثمانية أيضًا خلال الحرب العالمية الأولى بارتكاب مجازر بحق الآشوريين وبحق الأرمن.

## الجمهورية التركية

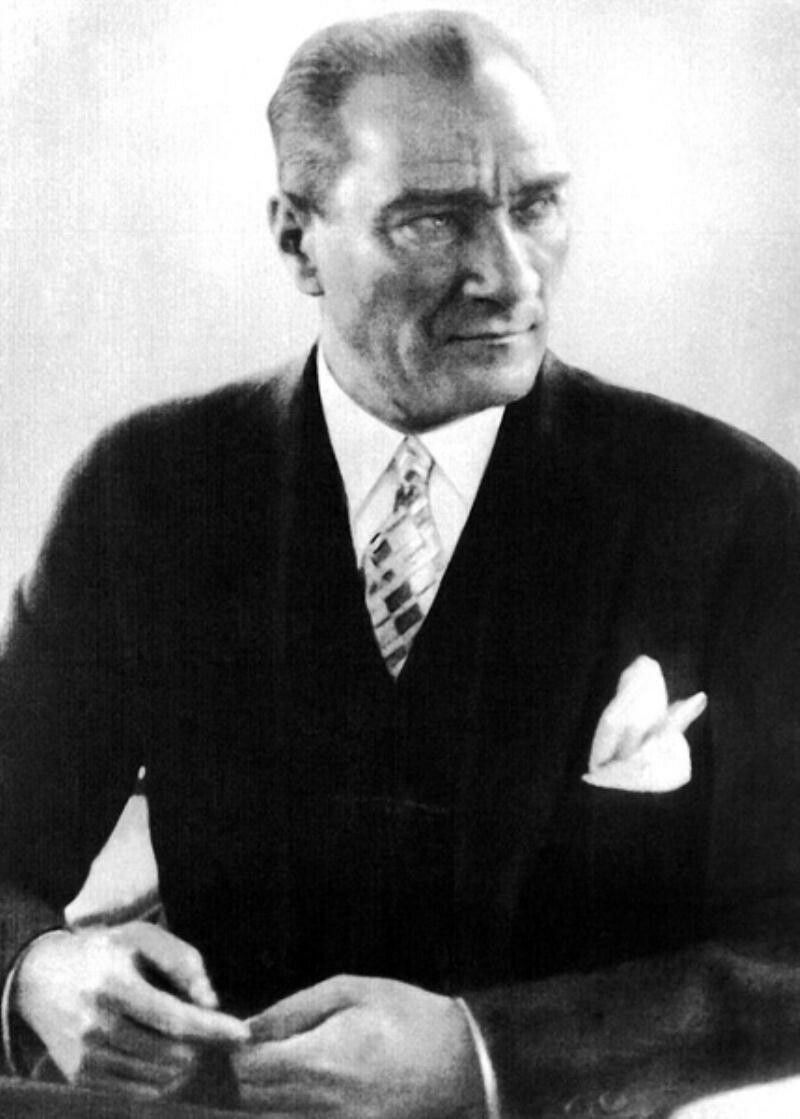
مصطفى كمال أتاتورك (1881-1938)

كانت تركيا مركزًا للحكم العثماني حتى عام 1923. وفي سنة 1922، تم خلع السلطان محمد وحيد الدين، وألغى مصطفى كمال أتاتورك الخلافة نهائيًا في العام 1924، بعد أن ألغي السلطنة في العام 1923 بعد نجاح كفاحه الوطني فيما تسمى في تركيا حرب الاستقلال التركية (1919-1922) والتي إندلعت بعد استسلام الدولة العثمانية عبر هدنة مودروس. وشهدت تركيا بعد ذلك أعلن مصطفى كمال أتاتورك الجمهورية التركية وتولى رئاستها من سنة 1923، حتى وفاته سنة 1938، وقد تمكن من إحلال نظام علماني في البلاد سنة 1937، وأرسى أيضًا عددًا من العادات الغربيّة إلحاقًا للبلاد بأوروبا ومنها واستبدل الكتابة بالأحرف العربية والفارسية إلى اللاتينية.

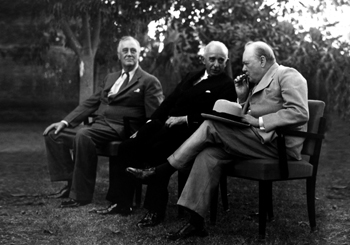
روزفلت وإينونو وتشرشل في مؤتمر القاهرة الثاني الذي جرى عقده من 4 حتى 6 ديسمبر عام 1943.

بقيت تركيا محايدة خلال معظم الحرب العالمية الثانية ولكنها دخلت إلى جانب الحلفاء في 23 فبراير 1945 كبادرة حسن نية وأصبحت في عام 1945 عضوًا في الأمم المتحدة. كانت تركيا تواجه صعوبات مع اليونان في قمع المد الشيوعي، وبعد الحرب برزت مطالب الاتحاد السوفياتي بقواعد عسكرية في المضائق التركية، ما دفع الولايات المتحدة إلى إعلان مبدأ ترومان في عام 1947، الوارد في عقيدة النوايا الأميركية لضمان أمن تركيا واليونان، وأسفر عن تدخل للجيش الأمريكي واسع النطاق، ودعم اقتصادي.
انتهى حكم الحزب الواحد في عام 1945، وتبع ذلك الانتقال إلى الديموقراطية التعددية التي بقيت حاضرة بقوة على مدى عدة عقود، إلا أنها تعطلت من جراء الانقلابات العسكرية في أعوام 1960، و1971، و1980 و1997. خلف أتاتورك في الحكم عصمت إينونو حتى عام 1950، وسيطر الحكم المدني على البلاد حتى عام 1973. بعد مشاركة تركيا في قوات الأمم المتحدة في الحرب الكورية، انضمت حلف شمال الأطلسي في عام 1952، وأصبحت حصنًا منيعًا ضد التوسع السوفياتي في البحر المتوسط.
غزت تركيا قبرص في 20 يوليو عام 1974 وحتى شهر أغسطس من نفس العام، ردًا على دعم المجلس العسكري اليوناني للانقلاب على نظام الحكم في قبرص. وقد انتهت العملية العسكرية بانتصار القوات التركية، بعد إنزال تركيا لجنودها في الجزء الشمالي من جزيرة قبرص في بداية الحرب يوم 20 يوليو 1974، وسقوط المجلس العسكري اليوناني في أثينا بعدها بتسعة سنوات تم تأسيس جمهورية قبرص الشمالية التي لا تعترف بها أي دولة في العالم سوى تركيا. عاد حكم العسكر بعد عام 1973 فأدى ذلك إلى وضع غير مستقر. واندلعت أعمال العنف عام 1980، ألحقه عام 1984، بتمرد حزب العمال الكردستاني المسلح ضد الحكومة التركية؛ أودى الصراع بحياة أكثر من 40ألف شخص ولا يزال إلى اليوم حيث تعاني الحكومة التركية من معارضة الأكراد والأرمن. حيث أن الأكراد يمثلون بين 20-25 مليون نسمة، وفي عام 1991، سمح الرئيس التركي أوزال بلجوء الأكراد إلى الأراضي التركية إثر ثورتهم في العراق وفي عام 1993، أصبحت تانسو تشيلر أول رئيسة للوزراء في تركيا. منذ تحرير الاقتصاد التركي خلال الثمانينات، تمتعت البلاد بنمو اقتصادي قوي ومزيد من الاستقرار السياسي.